# Templo de los doce dioses
El Templo de los Doce Dioses o Dodecateón (en griego antiguo: Δωδεκάθεον, romanizado: Dōdekatheon) fue un antiguo templo griego dedicado a los dioses olímpicos en la isla de Delos, en Grecia. Sus ruinas forman parte del yacimiento arqueológico de Delos, declarado Patrimonio de la Humanidad por la Unesco. Más concretamente, el yacimiento forma parte de la zona del Lago Sagrado.

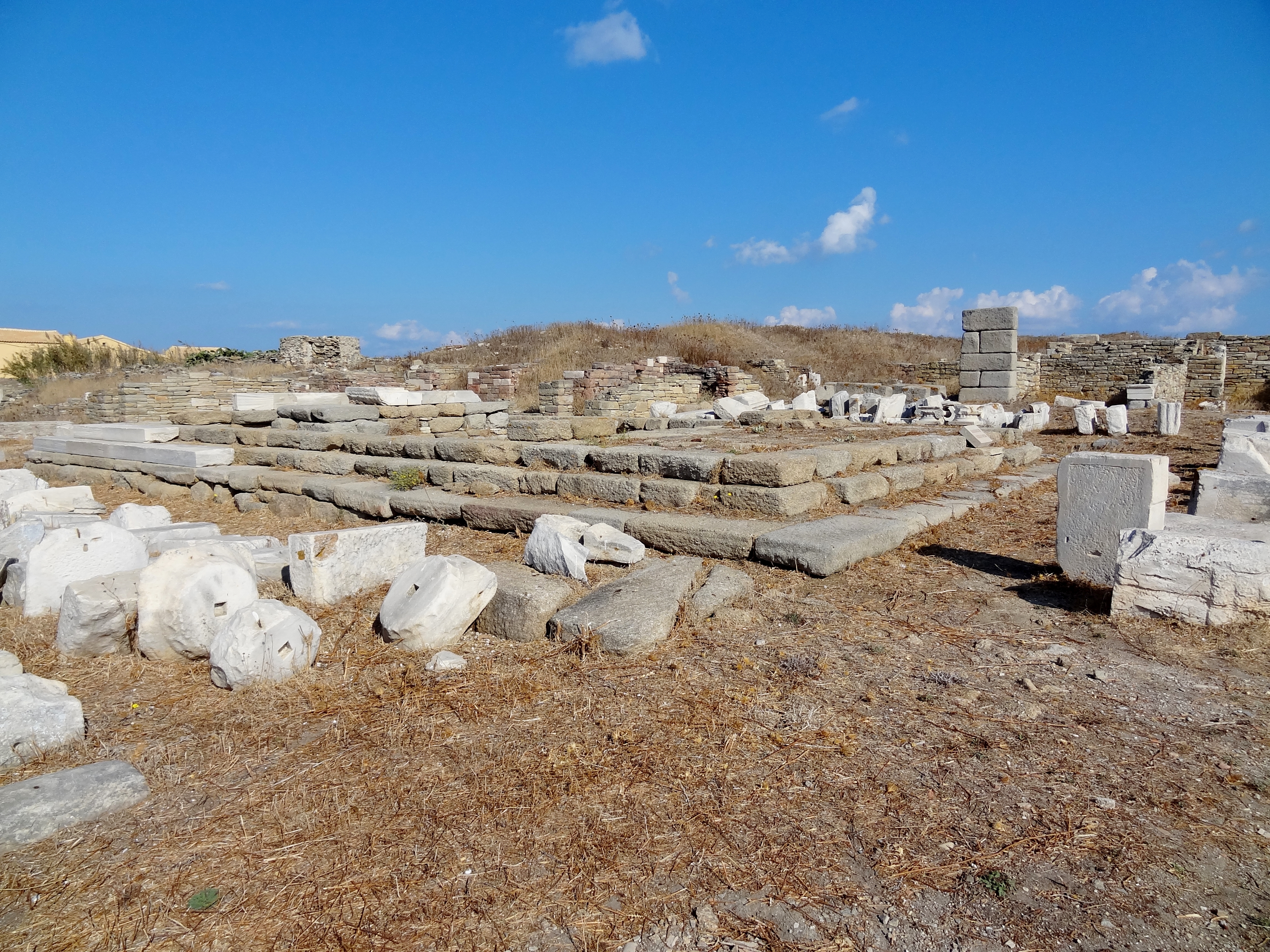
Ruinas del Templo de los doce dioses.

Se construyó a principios del período helenístico, entre 320 y 280 a. C. Sustituyó a un templo anterior dedicado a los doce dioses en el emplazamiento del  Olimpo. El templo estaba situado en el lado suroeste del Lago Sagrado y Templo de Leto, entre el Ágora de los italianos y la llamada Sala hipóstila.
Era de estilo dórico. Era un templo anfipróstilo, es decir, tenía una fila de columnas en cada extremo. En el extremo oriental del templo había un pronaos con seis columnas delante y una naos abierto al este. En el extremo occidental del templo estaba el opistodomos, también con seis columnas delante. El templo medía unos 16 m de largo y unos 10 metros de ancho.
En el interior del templo había estatuas de los doce dioses. Datan de la época arcaica griega. Las esculturas que se conservan están expuestas en el Museo Arqueológico de Delos.